# لاف‌زدن
لاف زَدَن به انگلیسی. (Bragging)    [زَ دَ] (مص مرکب) خودستایی کردن خودستایی کردنِ غیرواقعی، قُپی آمدن مُبالغه گویی، چاخان، هرزه درایی خالی بَندی، گزافه گویی خودستا، متضاهر
دعوی باطل کردن. تصلف. تیه. صَلف. طرمذه. تفیّش. بهلقة. ضنط. (منتهی الارب).
این مسئله یکی از مسائل غیر قابلِ قبول برای بیشتر انسان‌ها است. بشر درفعالیت خود حدودی معین دارد زیاده سرایی در گفتار و اِغراق در تعریف کار یک شخص یا یک چیز لاف و پتاق است.
فردی که لاف می‌زند را لافزَن می‌گویند که در هر جامعه ای جایگاه معینی ندارد.
در عربی تفاخر، فاخر، تباهی، تبجح، متبجح، مفخرة، تباه، المتفاخر، البراغ لعبة، رائع

## در شعر و ادبیات
نظامی
چون زنم من زین مقام صعب لاف
مور چون در پشت گیرد کوه قاف
عطار نیشابوری
هر جان که در ره آمد لاف یقین بسی زد
لیکن نصیب جانان پندار یا گمان است
عطار نیشابوری
گفت خرآخر همی زن لاف لاف
در غریبی بس توان گفتن گزاف
مولوی
دوست مشمار آنکه در نعمت زند
لاف یاری و برادر خواندگی
سعدی
دشمن چو بینی ناتوان
لاف از بروت خود مزن
سعدی (گلستان)
دوش در صحرای وحدت لاف تنهائی زدم
خیمه بربالای منظوران زیبائی زدم
سعدی
گر همه عمر بشکنم عهد تو پس درست شد
کاینهمه ذکر دوستی لاف دروغ می‌زنم
سعدی
خسیسی اگر لاف آن می‌زند
که باشد یکی در نسب اصل ما
ابن یمین
حاشا که من به موسم گل ترک می‌کنم
من لاف عقل می‌زنم این کار کی کنم
حافظ
حافظ نه حدّ ماست چنین لافها زدن
پا از گلیم خویش چرا بیشتر کشیم
حافظ
فهم رازش نکنم او عربی من عجمی
لاف مهرش نزنم او قرشی من حبشی
جامی
دمی باحق نبودی چون زنی لاف شناسایی
تمام عمر با خود بودی و نشناختی خود را
امثال:
زر کار کند و مرد لاف زند.
نامرد زند همیشه لاف مردی.
مردان نزنند لاف مردی. (جامعالتمثیل).